# Oxydant
Pour l’article ayant un titre homophone, voir Occident.

Le pictogramme international pour les produits chimiques oxydants.

Un oxydant ou agent oxydant ou agent d'oxydation est un corps simple, un composé ou un ion qui reçoit au moins un électron d'une autre espèce chimique lors d'une réaction d'oxydoréduction. L'oxydant ayant accepté au moins un électron au cours de cette réaction est dit réduit, tandis que l'espèce chimique qui a cédé au moins un électron est dite oxydée. Un oxydant est généralement proche de son état d'oxydation le plus élevé et se comporte par conséquent comme un accepteur d'électron.
Les réactions d'oxydation, qui font intervenir des oxydants, sont très répandues dans la vie quotidienne : on les retrouve dans les combustibles, la corrosion, les explosifs, la respiration (respiration cellulaire) ou encore la photosynthèse (complexe d'oxydation de l'eau).

Schéma expliquant la réaction d'oxydoréduction entre Na et Cl. Ici Cl est l'oxydant et prend un électron de Na.

## Exemples
Un exemple bien connu d'oxydation est la formation de la rouille par oxydation du fer, dont l'équation globale s'écrit :
4 Fe + 3 O2 → 2 Fe2O3.
Au cours de cette réaction, l'état d'oxydation du fer passe de 0 à 3 après avoir cédé trois électrons par atome de fer au dioxygène, qui est l'oxydant dans cette réaction et se trouve réduit sous forme d'ions oxyde, O2− à l'issue de celle-ci.
Les oxydants les plus énergiques sont, par ordre décroissant, le difluorure d'oxygène OF2, le fluor F2 et le difluorure de krypton KrF2. Parmi les autres composés très oxydants, on peut citer :
- le peroxyde d'hydrogène H2O2 et ses composés d'addition tels que le percarbonate de sodium 2Na2CO3·3H2O2 ;
- les oxoanions de métaux de transition à état d'oxydation élevé tels que l'ion permanganate MnO4− (par exemple dans le permanganate de potassium KMnO4) ou l'ion dichromate Cr2O72− et le trioxyde de chrome CrO3 (oxydation de Jones) ;
- les cations métalliques tels que l'ion cérium Ce4+ ;
- les cations de métaux nobles tels que les ions argent Ag+ et cuivre Cu2+ ;
- les anions d'oxoacides halogénés tels que l'ion bromate BrO3− et l'ion hypochlorite ClO− ;
- les corps simples tels que l'oxygène O2 et l'ozone O3, le cyclooctasoufre S8 ou encore les halogènes (fluor F2, chlore Cl2, brome Br2 et iode I2) ;
- les acides soufrés tels que l'acide sulfurique H2SO4, l'acide peroxydisulfurique H2S2O8, l'acide de Caro (persulfurique) H2SO5 ;
- les acides azotés comme l'acide nitrique HNO3, et les nitrates NO3− comme le nitrate de potassium KNO3 (le salpêtre de la poudre à canon) ;
- divers composés tels que le protoxyde d'azote N2O, le perborate de sodium NaBO3, l'oxyde d'argent(I) Ag2O, le tétroxyde d'osmium OsO4.

En chimie organique, un métallocène oxydé tel que l'ion ferrocénium [Fe(C5H5)2]+ peut être employé comme oxydant dans certaines réactions.